# Contracted
Contracted ist ein aus dem Jahr 2013 stammender amerikanischer Zombie-Body Horror Independent-Film, der unter der Leitung des Autors und Regisseurs Eric England entstand. Seine Erstveröffentlichung war am 23. November 2013 in den Vereinigten Staaten mit Najarra Townsend in der Hauptrolle als junge Frau, die nach einer Vergewaltigung an den Folgen einer mysteriösen sexuell übertragbaren Erkrankung leidet. Der Film weist Gemeinsamkeiten mit dem Film Thanatomorphose aus dem Jahr 2012 auf. Twitch Film kritisierte das Werk, für seinen Vertrieb und Vermarktung, in der England die Vergewaltigung der Protagonistin Samantha als „One night Stand“ bezeichnet. Die Originalbesetzung des ersten Filmes ist in der von Craig Walendziak geschriebenen und inszenierten Fortsetzung Contracted – Phase 2 zu sehen, welche im September 2015 Premiere feierte.

## Handlung
Der Film startet in einem Leichenschauhaus, in der ein Mann mit dem Namen BJ und einem Abaddon Tattoo mit einer Leiche verkehrt, die ein Fußzettel mit Warnzeichen der biologische Gefahr trägt. Anschließend hantiert er beim Abwaschen mit einem leeren Reagenzglas.
Nach einer kürzlichen Trennung Samanthas von ihrer Freundin Nikki geht sie alleine auf eine Party, wo sie von der Gastgeberin Alice mit alkoholischen Getränken abgefüllt wird, während Zain ihr Drogen anbietet. Nachdem sie dadurch stark berauscht wird, nähert sich ihr BJ und gibt ihr einen Drink aus. Obwohl sie ihm sagt, dass sie lesbisch ist, bringt BJ sie zu seinem Auto, als sich bei ihr ein Blackout anbahnt und vergewaltigt sie anschließend.
Am folgenden Tag denkt Samantha, dass sie unter einem schlimmen Kater leidet. Sie streitet sich mit ihrer Mutter, welche sich schwer tut, die Homosexualität ihrer Tochter zu akzeptieren und besorgt ist, dass Samantha möglicherweise in ihre Drogensucht zurückfällt. Alice teilt Samantha mit, dass BJ von der Polizei gesucht wird, dem Alice nie begegnet ist. In dem Restaurant, in dem Samantha arbeitet,  schmeckt ihr das Essen nicht mehr und sie hört laute Geräusche. So kann sie die Gäste nicht verstehen, wenn sie ihre Getränke bestellen wollen. Als ihre Vagina stark zu bluten anfängt, sucht sie einen Doktor auf. Trotz ihres Protestes, dass sie als lesbische Person nur einmal Sex mit einem Mann hatte, hat er den Verdacht, dass Samantha sich mit einer sexuell übertragbaren Erkrankung durch Geschlechtsverkehr angesteckt hat. Dies begründet er durch einen Ausschlag, der sich in ihrer Leistengegend entwickelt hat.  Zusätzlich muss sich Samantha ständig übergeben und uriniert reichlich Blut. Schließlich fällt in ihrem Badezimmer eine Made aus ihrer Vagina, ohne, dass sie es bemerkt.
Samantha versucht ihre Beziehung mit Nikki wieder herzustellen, die sich ihr gegenüber jedoch gemein verhält. Samantha ist verletzt, als sie herausfindet, dass Nikki ihr verschwiegen hat, ein Stipendiumsangebot erhalten zu haben. In der Zwischenzeit verschlimmern sich ihre Symptome, ihre Augen sind blutunterlaufen und ihre Haare beginnen büschelweise auszufallen. Auf ihrem Weg zum Arzt ruft ihr Arbeitgeber an und weist sie darauf hin, dass sie im Restaurant arbeiten muss, bis jemand sie ablösen kann. Beim Zubereiten von Salat fordert ihr Chef sie auf, ihre Sonnenbrille abzusetzen. Als er ihre Augen sieht, schiebt Samantha dies auf eine Bindehautentzündung. Zu diesem Zeitpunkt hat sich ihr Zustand bereits verschlimmert, ihre Haut erblasste und auf ihrem Gesicht bildeten sich dunkelblaue Adern aus, sowie eine wunde Stelle an der Seite ihrer Lippe. Als sie in die Küche zurückkehrt, bemerkt sie, dass etwas an ihren Fingern nicht stimmt und reißt sich einen Fingernagel aus. Nachdem eine Gästin diesen Fingernagel in ihrem Salat findet, muss sie laut aufschreien und Samantha flieht aus dem Restaurant zu ihrem Arzt. Dieser rät ihr solange Kontakt mit anderen Leuten zu vermeiden, bis die Ursache ihrer Krankheit ermittelt wurde. Entgegen diesen Ratschlags besucht Samantha Zain, welcher ihr Heroin gibt. Als Alice ankommt, ermutigt sie Samantha mit der Polizei über ihre Begegnung mit BJ zu reden. Im Glauben, dass Alice sie nur von ihren anderen Freunden fernhalten möchte streitet sie mit Alice und verschwindet. Zain verrät Alice, dass er BJ Rohypnol auf der Party verkauft hat.
Nach einer gewaltsamen Auseinandersetzung mit ihrer Mutter sucht Samantha Trost bei Nikki. Diese weist sie jedoch zurück und hält sie für sexuell verwirrt. Nikki versucht die Tür zu schließen, aber Samantha knallt sie in ihrer Wut Nikki ins Gesicht, bevor sie Nikki erwürgt. Daraufhin fährt sie Wütend zu Alice, die sie auffordert, ihr Haus zu verlassen und nach einem Messer greift. Samantha sagt: „Du hast mich endlich“ und sie küssen sich. Hierbei übergibt sich Samantha und das erbrochene Blut gelangt in Alice Mund. Alice versucht wegzulaufen, aber Samantha attackiert sie und tötet sie, indem sie Alice die Kehle durchbeißt und mit einem stumpfen Gegenstand erschlägt. Ihren Verstand verlierend lädt Samantha Riley, der sich in Samantha verliebt ist, in Alice Haus ein und verführt ihn. Sie haben Geschlechtsverkehr, als Riley bemerkt, dass er ein feuchtes und prickelndes Gefühl in ihr verspürt und sein Penis aus ihrer Vagina zieht. Dadurch sieht er, wie eine große Anzahl blutiger Maden aus Samanthas Vagina fallen und er wird abgestoßen. Anschließend übergibt er sich im Bad und beginnt sich selbst zu untersuchen, inklusive seiner Leistenregion und seines Genitalbereichs, welche von großen Mengen Blut bedeckt sind. Während er sich sauber macht, öffnet er den Duschvorhang und entdeckt Alice tot in der Badewanne. Samantha flieht aus dem Haus und während sie mit dem Auto flieht, schwindet ihr Bewusstsein, wodurch sie in einen Autounfall verwickelt wird. Als sie aus den Trümmern wieder auftaucht, ist sie vollständig zu einem Zombie verwandelt. Als ihre Mutter am Unfallort ankommt fleht sie die Polizei an, nicht auf Samantha zu schießen. Als die Polizei Samantha auffordert sich nicht zu bewegen, stürzt diese sich auf ihre Schreiende Mutter.

## Produktion
England arbeite an Contracted mit dem Ziel, eine noch nie da gewesene Story im Virus Subgenre mit Sex als Handlungstreiber zu zeigen, da dies etwas sei, was die meisten Leute verstehen würden und Bezug dazu hätten. Er schrieb das Filmskript im März 2012 und drehte Contracted im Mai selbigen Jahres während eines 15-tägigen Zeitraums in Los Angeles. Das Casting des Filmes wurde zum einen durch seine begrenzten Mittel und zum anderen dadurch erschwert, dass viele Schauspieler den Inhalt des Filmes als „zu dreist“ empfanden oder Terminkonflikte hatten. Caroline Wiliams, eine Veteran Horror Schauspielerin, besetzt die Rolle der Mutter der Hauptfigur nach England und der Filmproduzent Matt Mercer kontaktierte sie über ihre  Facebook-Seite.
Ursprünglich plante England den Fokus des Films auf die Erfahrung und das Erlebnis der Protagonistin beim Verlieren ihrer Jungfräulichkeit zu legen, doch änderte er dies ab. Stattdessen setzte er den Schwerpunkt auf eine Person, die sich ihrer Sexualität unsicher ist und einen früheren Lebensstil lebt, als den, den sie derzeit hat. Zudem war anfangs geplant, das Filmset außerhalb der USA zu legen und auf Fremdenfeindlichkeit zu konzentrieren, aber das Budget reichte dafür nicht aus, und das Setting wurde nach Los Angeles verlegt.

## Veröffentlichung
Contracted im Neuchâtel International Fantastic Film Festival 7. Juli 2013. IFC Films veröffentlichte ihn auf Anfrage in Kinos und auf Video am 22. November 2013, und am 18. Mai 2014 auf DVD.

## Rezeption
Rotten Tomatoes berichtet, dass 50 % der 16 befragten Kritiker dem Film eine positive Rezension gaben; die durchschnittliche Bewertung beträgt 4.8/10. Metacritic bewertete ihn auf Basis von 5 Rezensionen mit 48/100.
Rob Steager von The Village Voice beschreibt den Film als moralisierend, welcher kaum erkundete Themen enthält und dabei trotzdem viele Klischees enthält. Fangoria verglich Contracted mit dem Film Thanatomorphose, der auf einer ähnlichen Handlung aufgebaut ist und kam zum Schluss, dass beide Filme auf einer gemeinsamen Grundlage aufbauen,Contracted’s visuelle Komponente jedoch vergleichsweise relativ konventionell gehalten wurde. In einer gemischten Rezension von Andy Webster von der The New York Times heißt es, dass das Ende des Films Potential für eine metaphorische Ebene enthalte, aber diese nicht in voller Stärke genutzt würde, allerdings der Weg dahin seine eigene Beruhigung darstelle. Im Gegensatz dazu schreibt Martin Tsai von der Los Angeles Times, der Film sei absurd, wäre aber auch unwiderstehlich und passe gut zum unabhängigen Film Blue Is the Warmest Colour aus dem Jahr 2013. Staci Layne Wilson von Dread Central bewertete ihn mit 2,5 von 5 Sternen und begründete dies damit, der Film sei weder ein Zombie- noch ein Body-Horror-Film, sondern einfach nur ein Gross-out-Film. Dennis Harvey von der Variety nennt den Film einen „Body-Horror-Opus“, dessen vage Thematik und unsympathischen Charaktere nicht für Internationalität gemacht seien.
Ben Croll von Twitch Film kritisiert den Vertrieb, welcher einen One-night stand eindeutig als gewaltsame Vergewaltigung darstellt. Jedoch seien die Hauptthemen Verleugnung und Selbsttäuschung, welche Samanthas Wahrnehmung der Vorfälle prägen.

## Fortsetzung
Eine Fortsetzung mit der Originalbesetzung des ersten Filmes, welche von Draig Walendziak geschrieben wurde und unter der Regie von Josh Forbes stand, wurde am 4. September 2015 unter dem Titel Contracted – Phase 2 in den USA erstmals veröffentlicht.